# Anomaloglossus kaiei
Anomaloglossus kaiei, también llamado rana de roca Kaie, es una especie de anfibio anuro de la familia Aromobatidae. Es endemismo de Guyana, donde ha sido visto en el parque nacional Kaieteur y las montañas de Pacaraima. Sin embargo, ya que es posible encontrarlo en la frontera entre Guyana y Brasil, también es posible encontrarlo en Brasil. Este tipo de ranas muestran la atención materna, las ranas hembras pueden proporcionar renacuajos con huevos tróficos.

## Descripción
Las Anomaloglossus kaiei son relativamente pequeñas ranas, los machos alcanzan la longitud hocico-cloaca máxima de 19 mm y las hembras de 20 mm. Además de la pequeña diferencia en el tamaño, los machos se diferencian de las hembras por el color, por ejemplo, teniendo el vientre de color crema (contra el amarillo anaranjado en las hembras) y una rosado claro salpicado en la garganta de melanóforos (contra un amarillo anaranjado puro en las hembras). Sin embargo, la colocación general es críptica. Los renacuajos llegan a medir hasta 17 mm de longitud.

### Reproducción
Los machos son territoriales y pueden ser observados llamar desde el suelo o desde lugares altos, sobre todo en las mañanas y después de lluvias. Su comportamiento durante el cortejo y la colocación de huevos son desconocidos. Sin embargo, ha sido registrado machos llevando huevos (un comportamiento común entre los Aromobatidae). Por otra parte, las hembras de esta especie pueden proporcionar los renacuajos con huevos tróficos. Esto parece ser un suplemento en lugar de una parte esencial de su nutrición. Sin embargo, este comportamiento permite probablemente a los renacuajos acelerar su desarrollo (ventajosa en presencia de depredadores o si hay algún riesgo de desecación), y puede disminuir el canibalismo entre los renacuajos.

## Hábitat
Los Anomaloglossus kaiei son principalmente conocidos en los bosques primarios, y en menor medida, en bosques perturbado. Es una rana terrestre diurna, sin una estrecha asociación con los cuerpos de agua.